# Championnat de France de hockey sur glace 1992-1993
Saison précédente Saison suivante
La saison 1992-1993 est la 72e saison du championnat de France de hockey sur glace élite qui porte le nom de Nationale 1.

## Nationale 1

### Équipes engagées
| Amiens Angers Anglet Chamonix Dunkerque Gap Grenoble Megève et St-Gervais Morzine Nantes Reims Rouen Valenciennes Villard Viry |

Elles sont au nombre de 16 : 
- Gothiques d'Amiens
- Ducs d'Angers
- Orques d'Anglet
- Huskies de Chamonix
- Maritimes de Dunkerque
- Aigles bleus de Gap
- Brûleurs de loups de Grenoble
- Boucs de Megève
- Pingouins de Morzine
- Corsaires de Nantes
- Flammes Bleues de Reims
- Dragons de Rouen
- Aigles de Saint-Gervais
- Diables Rouges de Valenciennes
- Ours de Villard-de-Lans
- Jets de Viry-Essonne

### Formule de la saison
- Première phase :

Les équipes sont séparés en deux poules (Nord et Sud) de huit et se rencontrent en aller-retour.
Les deux meilleures équipes de chaque groupe forment une poule N1A, les équipes classées 3, 4 et 5 forment la poule N1B, les équipes classées 6, 7 et 8 forment la poule N1C.
Poule Nord : Amiens - Angers - Anglet - Dunkerque - Nantes - Reims - Valenciennes - Viry
Poule Sud : Chamonix - Gap - Grenoble - Megève - Morzine - Rouen - Saint-Gervais - Villard
- Deuxième phase :
  - N1C : Rencontres en aller-retour qui établissent le classement pour les places 11 à 16. La saison s'arrête ici pour les équipes concernées.
  - N1B : Rencontres en aller-retour qui établissent un classement de N1B. La saison s'achève avec les séries éliminatoires.
  - N1A : Rencontres en double aller-retour qui établissent un classement de N1A. La saison s'achève avec les séries éliminatoires.

- Séries éliminatoires : 
  - Les deux dernières équipes de N1B s'affrontent en deux matchs pour le gain de la 9e place.
  - Les quatre premières équipes de N1B s'affrontent lors de demi-finales et finales pour établir le classement pour les places 5 à 8, les deux s'affrontent pour le gain de la neuvième place. Ses rencontres se jouent au meilleur des deux matchs, la différence de buts départageant deux équipes en cas d'égalité.
  - Les quatre équipes de N1A s'affrontent en demi-finale aux meilleurs des cinq matchs. Le premier de N1A affronte le quatrième, le deuxième affronte le troisième. Les vainqueurs des demi-finales se rencontrent en finale au meilleur des cinq matchs. Idem pour la petite finale.

### Résultats

#### Première phase

##### Poule Sud
|                               | Pts | MJ | V  | N | D  | BP  | BC | Diff |
| ----------------------------- | --- | -- | -- | - | -- | --- | -- | ---- |
| Dragons de Rouen              | 26  | 14 | 13 | 0 | 1  | 135 | 24 | +111 |
| Huskies de Chamonix           | 26  | 14 | 13 | 0 | 1  | 95  | 34 | +61  |
| Rapaces de Gap                | 16  | 14 | 8  | 0 | 6  | 60  | 75 | -15  |
| Brûleurs de loups de Grenoble | 15  | 14 | 7  | 1 | 6  | 61  | 65 | -4   |
| Pingouins de Morzine          | 10  | 14 | 4  | 2 | 8  | 41  | 90 | -49  |
| Ours de Villard-de-Lans       | 9   | 14 | 4  | 1 | 9  | 44  | 71 | -27  |
| Aigles de Saint-Gervais       | 7   | 14 | 3  | 1 | 10 | 52  | 88 | -36  |
| Boucs de Megève               | 3   | 14 | 1  | 1 | 12 | 34  | 75 | -41  |

##### Poule Nord
|                                | Pts | MJ | V  | N | D  | BP  | BC  | Diff |
| ------------------------------ | --- | -- | -- | - | -- | --- | --- | ---- |
| Gothiques d'Amiens             | 26  | 14 | 13 | 0 | 1  | 137 | 52  | +85  |
| Flammes Bleues de Reims        | 22  | 14 | 11 | 0 | 3  | 102 | 52  | +50  |
| Ducs d'Angers                  | 19  | 14 | 9  | 1 | 4  | 79  | 51  | +28  |
| Orques d'Anglet                | 15  | 14 | 7  | 1 | 6  | 69  | 59  | +10  |
| Jets de Viry-Essonne           | 14  | 14 | 7  | 0 | 7  | 91  | 73  | +18  |
| Maritimes de Dunkerque         | 11  | 14 | 5  | 1 | 8  | 53  | 85  | -32  |
| Corsaires de Nantes            | 4   | 14 | 2  | 0 | 12 | 50  | 114 | -64  |
| Diables Rouges de Valenciennes | 1   | 14 | 0  | 1 | 13 | 39  | 134 | -85  |

#### Deuxième phase

##### Poule N1C
|                                | Pts | MJ | V | N | D | BP | BC | Diff |
| ------------------------------ | --- | -- | - | - | - | -- | -- | ---- |
| Maritimes de Dunkerque         | 16  | 10 | 7 | 2 | 1 | 54 | 26 | +28  |
| Boucs de Megève                | 13  | 10 | 6 | 1 | 3 | 47 | 37 | +10  |
| Aigles de Saint-Gervais        | 10  | 10 | 5 | 0 | 5 | 56 | 51 | +5   |
| Ours de Villard-de-Lans        | 10  | 10 | 3 | 4 | 3 | 40 | 46 | -6   |
| Corsaires de Nantes            | 9   | 10 | 4 | 1 | 5 | 54 | 54 | 0    |
| Diables Rouges de Valenciennes | 4   | 10 | 0 | 2 | 8 | 37 | 74 | -37  |

##### Poule N1B
|                               | Pts | MJ | V | N | D | BP | BC | Diff |
| ----------------------------- | --- | -- | - | - | - | -- | -- | ---- |
| Ducs d'Angers                 | 15  | 10 | 7 | 1 | 2 | 81 | 32 | +49  |
| Orques d'Anglet               | 14  | 10 | 7 | 0 | 3 | 57 | 40 | +17  |
| Brûleurs de loups de Grenoble | 14  | 10 | 7 | 0 | 3 | 53 | 41 | +12  |
| Jets de Viry-Essonne          | 10  | 10 | 7 | 2 | 4 | 54 | 58 | -4   |
| Pingouins de Morzine          | 4   | 10 | 2 | 0 | 8 | 37 | 72 | 35   |
| Aigles bleus de Gap           | 3   | 10 | 1 | 1 | 8 | 27 | 66 | -39  |

##### Poule N1A
|                         | Pts | MJ | V  | N | D | BP | BC | Diff |
| ----------------------- | --- | -- | -- | - | - | -- | -- | ---- |
| Dragons de Rouen        | 24  | 12 | 12 | 0 | 0 | 80 | 27 | +53  |
| Huskies de Chamonix     | 8   | 12 | 4  | 0 | 8 | 42 | 55 | -13  |
| Flammes Bleues de Reims | 8   | 12 | 4  | 0 | 8 | 46 | 66 | -20  |
| Gothiques d'Amiens      | 8   | 12 | 4  | 0 | 8 | 39 | 69 | -20  |

#### Séries éliminatoires
- Match pour la 9e place : 
  - Gap et Morzine sont à un match partout. La différence de points est à l'avantage de Morzine (13 buts à 12 sur l'ensemble des deux matchs). Morzine est 9e.

|  | demi-finale pour la 5e place  | demi-finale pour la 5e place |               |       | finale pour la 5e place | finale pour la 5e place |
|  | demi-finale pour la 5e place  | demi-finale pour la 5e place |               |       | finale pour la 5e place | finale pour la 5e place |
|  |                               |                              |               |       |                         |                         |
|  |                               |                              |               |       |                         |                         |
|  |                               |                              |               |       |                         |                         |
|  | Ducs d'Angers                 | 1                            |               |       |                         |                         |
|  | Ducs d'Angers                 | 1                            |               |       |                         |                         |
|  | Jets de Viry-Essonne          | 0                            |               |       |                         |                         |
|  | Jets de Viry-Essonne          | 0                            | Ducs d'Angers | 2     |                         |                         |
|  |                               |                              | Ducs d'Angers | 2     |                         |                         |
|  |                               | Orques d'Anglet              | 0             |       |                         |                         |
|  | Orques d'Anglet               | Orques d'Anglet              | 0             | 1 (7) |                         |                         |
|  | Orques d'Anglet               |                              |               | 1 (7) |                         |                         |
|  | Brûleurs de loups de Grenoble | 1 (6)                        |               |       |                         |                         |
|  | Brûleurs de loups de Grenoble | 1 (6)                        | 7e place      |       |                         |                         |
|  |                               |                              |               |       |                         |                         |
|  |                               |                              |               |       |                         |                         |
|  |                               |                              |               |       |                         |                         |
|  | Jets de Viry-Essonne          | 1 (15)                       |               |       |                         |                         |
|  | Jets de Viry-Essonne          | 1 (15)                       |               |       |                         |                         |
|  | Brûleurs de loups de Grenoble | 1 (13)                       |               |       |                         |                         |
|  | Brûleurs de loups de Grenoble | 1 (13)                       |               |       |                         |                         |

|  | demi-finale             | demi-finale         |                  |   | finale | finale |
|  | demi-finale             | demi-finale         |                  |   | finale | finale |
|  |                         |                     |                  |   |        |        |
|  |                         |                     |                  |   |        |        |
|  |                         |                     |                  |   |        |        |
|  | Dragons de Rouen        | 3                   |                  |   |        |        |
|  | Dragons de Rouen        | 3                   |                  |   |        |        |
|  | Gothiques d'Amiens      | 2                   |                  |   |        |        |
|  | Gothiques d'Amiens      | 2                   | Dragons de Rouen | 3 |        |        |
|  |                         |                     | Dragons de Rouen | 3 |        |        |
|  |                         | Huskies de Chamonix | 1                |   |        |        |
|  | Huskies de Chamonix     | Huskies de Chamonix | 1                | 3 |        |        |
|  | Huskies de Chamonix     |                     |                  | 3 |        |        |
|  | Flammes Bleues de Reims | 2                   |                  |   |        |        |
|  | Flammes Bleues de Reims | 2                   | 3e place         |   |        |        |
|  |                         |                     |                  |   |        |        |
|  |                         |                     |                  |   |        |        |
|  |                         |                     |                  |   |        |        |
|  | Gothiques d'Amiens      | 3                   |                  |   |        |        |
|  | Gothiques d'Amiens      | 3                   |                  |   |        |        |
|  | Flammes Bleues de Reims | 1                   |                  |   |        |        |
|  | Flammes Bleues de Reims | 1                   |                  |   |        |        |

### Bilan de la saison
Classement final : 
|     |                                |
| 1er | Dragons de Rouen               |
| 2e  | Huskies de Chamonix            |
| 3e  | Gothiques d'Amiens             |
| 4e  | Flammes Bleues de Reims        |
| 5e  | Ducs d'Angers                  |
| 6e  | Orques d'Anglet                |
| 7e  | Jets de Viry-Essonne           |
| 8e  | Brûleurs de loups de Grenoble  |
| 9e  | Pingouins de Morzine           |
| 10e | Aigles bleus de Gap            |
| 11e | Maritimes de Dunkerque         |
| 12e | Boucs de Megève                |
| 13e | Aigles de Saint-Gervais        |
| 14e | Ours de Villard-de-Lans        |
| 15e | Corsaires de Nantes            |
| 16e | Diables Rouges de Valenciennes |

Rouen gagne la troisième coupe Magnus de son histoire.

### Trophées
- Trophée Albert-Hassler : Pierre Pousse (Amiens)
- Trophée Charles-Ramsay : Claude Verret (Rouen)
- Trophée Jean-Ferrand : Petri Ylönen (Rouen)
- Trophée Jean-Pierre-Graff : Karl Dewolf (Valenciennes)
- Trophée Raymond-Dewas : Benoît Bachelet (Amiens) et Claude Verret (Rouen)
- Trophée Marcel-Claret : Rouen

## Division 3

### Classement de la Première Phase

#### Zone Nord
1. Flammes Bleues de Reims
2. etc.

#### Zone Île-de-France
1. Diables Noirs de Tours
2. Conflans-Sainte-Honorine
3. Coqs de Courbevoie
4. etc.

#### Zone Normandie
1. Dragons de Rouen II
2. Loups de Louviers
3. Léopards de Caen

#### Zone Est
Pas d'équipes engagées cette saison.

#### Zone Bretagne - Pays-de-la-Loire
1. Dogs de Cholet
2. Ducs d'Angers II
3. Cormorans de Rennes

#### Zone Alpes
1. Lynx de Valence
2. Boucaniers de Toulon
3. Vipers de Montpellier
4. etc.

#### Zone Sud-Ouest
1. Aquitains de Bordeaux
2. Orques d'Anglet II

#### Zone Languedoc-Roussillon
Pas d'équipes engagées cette saison.

### Classement de la Seconde Phase

#### Zone Nord[1]
1. Diables Noirs de Tours
2. Coqs de Courbevoie
3. Flammes Bleues de Reims II
4. Conflans-Sainte-Honorine
5. Dragons de Rouen II

#### Zone Sud[2]
1. Aquitains de Bordeaux
2. Orques d'Anglet II
3. Lynx de Valence
4. Vipers de Montpellier
5. Boucaniers de Toulon

### Carré Final
1. Aquitains de Bordeaux
2. Diables Noirs de Tours
3. Coqs de Courbevoie
4. Lynx de Valence

Les Aquitains de Bordeaux et les Diables Noirs de Tours sont qualifiés pour la finale et sont promus en Division 2.

### Finale
| Équipes                | 1 | 2 |
| Diables Noirs de Tours | 4 | 4 |
| Aquitains de Bordeaux  | 8 | 3 |

Les Aquitains de Bordeaux sont Champions de France de Division 3.